# Odprto prvenstvo Francije 1981
Odprto prvenstvo Francije 1981 je teniški turnir za Grand Slam, ki je med 25. majem in 7. junijem 1981 potekal v Parizu.

## Moški posamično
Björn Borg :  Ivan Lendl, 6-1, 4-6, 6-2, 3-6, 6-1

## Ženske posamično
Hana Mandlíková :  Sylvia Hanika, 6–2, 6–4

## Moške dvojice
Heinz Günthardt /  Balázs Taróczy :  Terry Moor /  Eliot Teltscher, 6–2, 7–6, 6–3

## Ženske dvojice
Rosalyn Fairbank /  Tanya Harford :  Candy Reynolds /  Paula Smith, 6–1, 6–3

## Mešane dvojice
Andrea Jaeger /  James Arias :  Betty Stöve /  Frederick McNair, 7–6, 6–4